# Walter Ballhause – Einer von Millionen
Walter Ballhause – Einer von Millionen ist ein Dokumentarfilm des DEFA-Studios für Dokumentarfilme von Karlheinz Mund aus dem Jahr 1982.

## Handlung
Walter Ballhause besucht im Dezember 1981 seine Heimatstadt Hannover. Hier hat der Laborant für Maschinenbau aus den Hanomag-Werken im Jahr 1930 mit der Leica Camera einer Freundin seine ersten fotografischen Aufnahmen gemacht. Kurz darauf ist er arbeitslos und spezialisiert sich auf Arbeiterfotografien. Seine erste Fotoreportage zeigt den ebenfalls arbeitslosen Freund aus dem Arbeitersportbund und Schlosser aus den Hanomag-Betrieben Karl Döhler, welche unter dem Titel Einer von Millionen veröffentlicht wird. In den heutigen Straßen Hannovers führt er vor, wie er die versteckte Kamera unter dem Mantel hervorholt, fotografiert und sie gleich zu seinem Schutz wieder im Mantel verschwinden lässt. Er zeigt auch die Stelle, an der er 1932 sein bekanntes Foto von drei SA-Männern macht. Er ist jetzt 22 Jahre alt und wird danach als Fotograf lange Zeit unbekannt bleiben. Fast 50 Jahre lang sind seine Bilder so gut wie vergessen.
1971 erinnern sich VVN-Genossen und Kampfgefährten aus Hannover an ihn und bitten um seine Bilder. Größere Ausstellungen folgen, erst in Leipzig und Halle (Saale) und nun Ende 1981 wieder in Hannover, im Kunstmuseum. Viele der Freunde und Bekannten Walter Ballhauses sehen die Chronik der Bilder das erste Mal im ganzen Umfang. Sie freuen sich, da sie sich auf vielen Fotos selbst und auch andere wiedererkennen. Walter Ballhause erklärt den Betrachtern seiner Ausstellung, dass es ihm wichtig ist, vor allem die jungen Leute zu erreichen, die diese Zeit nicht selbst miterlebt haben.
Gemeinsam mit seiner Frau am Tisch sitzend und Bilder von Pfingsten 1932 betrachtend, erinnern sie sich an das Ferien- und Schulungslager der SAP, wo sie schöne Tage im Kreis gleichgesinnter und klassenbewusster Freunde verbringen. Aber auch, dass das Lager bewacht werden muss, denn Überfälle durch den politischen Gegner sind nicht auszuschließen. Eine erste Verhaftung von Walter Ballhause erfolgt 1933 für Fotos vom Machtantritt der Nationalsozialisten, 1944 wurde er ein zweites Mal im Zuchthaus Zwickau inhaftiert. Nach dem Zweiten Weltkrieg wird er Fachmann für Gießereitechnik beim Druckmaschinenhersteller Plamag Plauen. Nach seiner eigenen Aussage ist das die wichtigere Zeit seines Lebens.

## Produktion
Die Uraufführung des Schwarzweißfilms Walter Ballhause – Einer von Millionen, der unter dem Arbeitstitel Arbeiterfotograf produziert wurde, fand Mitte Oktober 1982 anlässlich des 5. Nationalen Festivals des Dokumentar- und Kurzfilmes der DDR für Kino und Fernsehen in Neubrandenburg statt. Das Anlaufdatum für die Kinos der DDR war der 7. April 1983 im Berliner Kino Kosmos, gemeinsam mit der Uraufführung des DEFA-Spielfilms Verzeihung, sehen Sie Fußball?. In bundesdeutschen Kinos lief der Film zum ersten Mal Ende April 1983 bei den 29. Westdeutschen Kurzfilmtagen in Oberhausen. Im 1. Programm des Fernsehen der DDR wurde der Film am 23. Januar 1984 das erste Mal gesendet.
Die Dramaturgie lag in den Händen von Ulrich Eifler und der Kommentar wurde von Rolf Liebmann geschrieben. Der Gesangsinterpret des Liedes von den Murmeln und des Bankenliedes war Ernst Busch.

## Kritik
Detlef Friedrich schrieb in der Berliner Zeitung, dass die Bilder des Walter Ballhause den heutigen Filmemachern, die ihre Arbeit der vergangenen zwölf Monate auf dem Nationalen Festivals des Dokumentar- und Kurzfilmes der DDR diskutierten, Tradition und Haltung boten. Der Film vermittelt die Begegnung mit dem Autodidakten, der das Leben in seiner Heimatstadt Hannover vor 50 Jahren so genau festhielt, dass seine Bilder noch immer faszinieren.